# Смуравьёво-2
Смуравьёво-2 (также Любимец) — посёлок в Гдовском районе Псковской области России. Входит в состав Добручинской волости Гдовского района.

## География
Находится в северной части региона, в зоне хвойно-широколиственных лесов, у реки Черма, на расстоянии примерно в 12 км к северо-востоку от города Гдова, административного центра района. К западу от посёлка находится деревня Любимец, по которому также именуют посёлок и военный городок.

### Климат
Климат характеризуется как умеренно континентальный, с относительно коротким тёплым летом и продолжительной, как правило, снежной зимой. Средняя многолетняя температура самого холодного месяца (января) составляет −8°С, температура самого тёплого (июля) — +17,4°С. Среднегодовое количество осадков — 684 мм.

## История
В октябре 2014 года 68 объектов Минобороны РФ были переданы в собственность Добручинской волости. Её депутаты решили передать имущество муниципальному району.

## Население
| 2001 | 2002  | 2010 |
| ---- | ----- | ---- |
| 2600 | ↘1858 | ↘802 |

Численность населения посёлка составляла в 1989 году — 2526 человек, в 2002 году — 1858 человек, в 2009 году — 1341 человек.

## Инфраструктура
Действовал военный городок и аэродром Смуравьёво при военной части.

## Транспорт
Автомобильный транспорт.

## Видео
Как живёт посёлок, брошенный Минобороны? / #ЭхоПсковы // ГражданинЪ TV. 15 июля 2022.